# Eclipse

Eclipse solar.

El eclipse (del griego ἔκλειψις, ékleipsis, que quiere decir ‘desaparición’, ‘abandono’) es un fenómeno en el que la luz procedente de un cuerpo celeste es bloqueada por otro cuerpo eclipsante. Existen eclipses del Sol y de la Luna, que ocurren solo cuando el Sol y la Luna se alinean con la Tierra de manera determinada. Esto sucede durante algunas lunas nuevas y lunas llenas.
Sin embargo, también pueden ocurrir eclipses fuera del sistema Tierra-Luna. Por ejemplo, cuando la sombra de un satélite se proyecta sobre la superficie de un planeta, cuando un satélite pasa por la sombra de un planeta o cuando un satélite proyecta su sombra sobre otro satélite.
Un eclipse, al igual que los tránsitos y las ocultaciones, es un tipo de sizigia.
El término eclipse se utiliza con más frecuencia para describir un eclipse solar, cuando la sombra de la Luna cruza la superficie de la Tierra, o un eclipse lunar, cuando la Luna se desplaza hacia la sombra de la Tierra. Sin embargo, también puede referirse a sucesos que ocurren más allá del sistema Tierra-Luna: por ejemplo, un planeta que se desplaza hacia la sombra proyectada por una de sus lunas, una luna que pasa a la sombra proyectada por su planeta anfitrión o una luna que pasa a la sombra de otra luna. Un sistema  estelar binario también puede producir eclipses si el plano de la órbita de las estrellas que lo componen se cruza con la posición del observador.
En los casos especiales de los eclipses solares y lunares, éstos sólo se producen durante una "temporada de eclipses", los dos momentos de cada año en que el plano de la órbita de la Tierra alrededor del Sol se cruza con el plano de la órbita de la Luna alrededor de la Tierra y la línea definida por los planos de intersección apunta cerca del Sol. El tipo de eclipse solar que se produce durante cada estación (total, anular, híbrido o parcial) depende del tamaño aparente del Sol y la Luna. Si la órbita de la Tierra alrededor del Sol y la órbita de la Luna alrededor de la Tierra estuvieran ambas en el mismo plano, los eclipses se producirían todos los meses. Habría un eclipse lunar en cada luna llena y un eclipse solar en cada luna nueva. Y si ambas órbitas fueran perfectamente circulares, entonces cada eclipse solar sería del mismo tipo cada mes. Debido a las diferencias no planares y no circulares, los eclipses no son un acontecimiento común. Los eclipses lunares pueden verse desde toda la mitad nocturna de la Tierra. Pero los eclipses solares, sobre todo los eclipses totales que se producen en un punto concreto de la superficie terrestre, son acontecimientos muy poco frecuentes que pueden tener lugar con muchas décadas de diferencia.

## Etimología
El término deriva del sustantivo del griego antiguo ἔκλειψις (ékleipsis), que significa "el abandono", "la caída" o "el oscurecimiento de un cuerpo celeste", que deriva del verbo ἐκλείπω. (ekleípō) que significa "abandonar", "oscurecer" o "dejar de existir", una combinación del prefijo ἐκ- (ek-), de la preposición ἐκ (ek), "fuera", y del verbo λείπω (leípō), "estar ausente".

## Umbra, penumbra y antumbra

Umbra, penumbra y antumbra proyectadas por un objeto opaco que oculta una fuente luminosa mayor.

Para dos objetos cualesquiera en el espacio, se puede extender una línea desde el primero a través del segundo. El segundo objeto bloqueará parte de la luz emitida por el primero, creando una región de sombra alrededor del eje de la línea. Normalmente, estos objetos se mueven entre sí y con respecto a su entorno, por lo que la sombra resultante barrerá una región del espacio, pasando sólo por un lugar concreto de la región durante un intervalo de tiempo fijo. Visto desde ese lugar, este fenómeno de sombra se conoce como eclipse.
Normalmente, la sección transversal de los objetos implicados en un eclipse astronómico tiene forma de disco aproximadamente. La región de la sombra de un objeto durante un eclipse se divide en tres partes:
- La umbra (sombra en latín), dentro de la cual el objeto cubre completamente la fuente de luz. Para el Sol, esta fuente de luz es la fotosfera.
- La antumbra (del latín ante, "delante de", más umbra), que se extiende más allá de la punta de la umbra, dentro de la cual el objeto está completamente delante de la fuente de luz pero es demasiado pequeño para cubrirla por completo.
- La penumbra (del latín paene, "casi", más umbra), en la que el objeto se encuentra sólo parcialmente delante de la fuente de luz.

Configuraciones Sol-Luna que producen un eclipse solar total (A), anular (B) y parcial (C).

Se produce un eclipse total cuando el observador se encuentra en la umbra, un eclipse anular cuando el observador se encuentra en la antumbra y un eclipse parcial cuando el observador se encuentra en la penumbra. Durante un eclipse lunar sólo son aplicables la umbra y la penumbra, ya que la antumbra del sistema Sol-Tierra se encuentra mucho más allá de la Luna. Análogamente, el diámetro aparente de la Tierra desde el punto de vista de la Luna es casi cuatro veces el del Sol y, por tanto, no puede producir un eclipse anular. Los mismos términos pueden utilizarse de forma análoga para describir otros eclipses, por ejemplo, la antumbra de Deimos cruzando  Marte, o Phobos entrando en la penumbra de Marte.
El primer contacto se produce cuando el disco del objeto eclipsante empieza a incidir en la fuente de luz; el segundo contacto es cuando el disco se mueve completamente dentro de la fuente de luz; el tercer contacto cuando empieza a moverse fuera de la luz; y el cuarto o último contacto cuando finalmente abandona el disco de la fuente de luz por completo.
Para cuerpos esféricos, cuando el objeto que oculta es más pequeño que la estrella, la longitud (L) de la sombra cónica de la umbra viene dada por:
{\displaystyle L=\ {\frac {r\cdot R_{o}}{R_{s}-R_{o}}}}
donde Rs es el radio de la estrella, Ro es el radio del objeto oculto, y r es la distancia de la estrella al objeto oculto. Para la Tierra, en promedio L es igual a 1,384×106 km, que es mucho mayor que el semieje mayor de la Luna de 3,844×105 km. De ahí que el cono umbral de la Tierra pueda envolver completamente a la Luna durante un eclipse lunar. Sin embargo, si el objeto oculto tiene atmósfera, parte de la luminosidad de la estrella puede refractarse en el volumen de la umbra. Esto ocurre, por ejemplo, durante un eclipse de Luna por la Tierra— produciendo una débil iluminación ruddy de la Luna incluso en la totalidad.
En la Tierra, la sombra proyectada durante un eclipse se mueve aproximadamente a 1 km por segundo. Esto depende de la ubicación de la sombra en la Tierra y del ángulo en el que se mueve.

## En el Sistema Sol-Tierra-Luna
Los eclipses del sistema Tierra-Luna solo pueden ocurrir cuando el Sol, la Tierra y la Luna se encuentran alineados. Estos eclipses se dividen en:
- Eclipse lunar. La Tierra se interpone entre el Sol y la Luna; oscurece a esta última. La Luna entra en la zona de sombra de la Tierra. Esto solo puede ocurrir en luna llena. Los eclipses lunares se dividen a su vez en totales, parciales y penumbrales, dependen de si la Luna pasa en todo o en parte por el cono de sombra proyectado por la Tierra, o si solo lo hace por la zona de penumbra.

- Eclipse solar. La Luna impide el paso de luz solar a la tierra, se interpone entre ésta y el sol. Eso solo puede pasar en luna nueva. Los eclipses solares se dividen a su vez en totales, parciales y anulares.

Para que ocurra esta alineación, es imprescindible que la Luna se encuentre en fase llena o nueva. Así y todo, como el plano de traslación de la Luna alrededor de la Tierra está inclinado unos 5° respecto a la eclíptica, no siempre que hay luna llena o luna nueva se produce un eclipse. A veces la Luna pasa por encima o debajo de la sombra terrestre, por lo que no se produce eclipse lunar, mientras que, al encontrarse en el punto opuesto de la órbita, la sombra que proyecta pasa por encima o debajo de la Tierra. Con todo, cuando la luna llena o nueva ocurre con suficiente cercanía del nodo —es decir, cerca de la intersección del plano de traslación de la luna con la eclíptica—, se produce un eclipse solar o lunar.

## Predicción de los eclipses
Los eclipses pueden predecirse de dos formas diferentes. La primera, que se hizo posible con el desarrollo de la informática, consiste en calcular con gran precisión las órbitas de la Tierra y de la Luna, se predicen así las posiciones exactas de sus sombras y registran los momentos en que las sombras se proyectan sobre el otro astro. La segunda forma, que es la que se ha utilizado desde la época de los asirios y babilónicos hasta hoy, consiste en anotar sus repeticiones cíclicas. El ciclo más notable con que se repiten es el ciclo saros, basado en un modelo geocéntrico. Un saro contiene 6 585,3 días (18 años, 10 u 11 días y unas 8 horas), y tras este período se repiten circunstancias orbitales casi idénticas, por lo que se produce un eclipse muy similar, aunque desplazado unos 140° al oeste (por las 8 horas de diferencia, que hacen que la Tierra haya girado 1/3 de revolución).

## Eclipses en el sistema solar
Los eclipses son imposibles en Mercurio y Venus, debido a que carecen de satélites. Pero sí se puede observar como estos planetas se interponen entre la Tierra y el Sol, lo que se denomina tránsito astronómico.
En Marte, solo son posibles eclipses parciales, porque ninguno de sus satélites tiene el suficiente tamaño para cubrir el disco solar. Se han fotografiado eclipses parciales desde la superficie del planeta y desde vehículos que lo orbitan. La visión de Marte desde la Tierra puede ser ocultada por la Luna de noche, lo que se conoce como una ocultación.
Los gigantes gaseosos, que poseen muchas lunas, muestran frecuentes eclipses. Los más destacados afectan a Júpiter, cuyas cuatro grandes lunas y su bajo eje de inclinación los hacen rutinarios.

## Los eclipses en la mitología y la religión
Antes de que los eclipses se comprendieran tan bien como hoy en día, existía una connotación mucho más temerosa en torno a estos acontecimientos aparentemente inexplicables. Existía una confusión muy considerable en relación con los eclipses antes del siglo XVII porque los eclipses no se describían con mucha precisión o científicamente hasta que Johannes Kepler proporcionó una explicación científica de los eclipses a principios del siglo XVII. Típicamente en la mitología, los eclipses se entendían como una variación u otra de una batalla espiritual entre el sol y las fuerzas malignas o espíritus de la oscuridad. El fenómeno de que el sol pareciera desaparecer era una visión muy temible para todos los que no entendían la ciencia de los eclipses, así como para los que apoyaban y creían en la idea de dioses mitológicos. El sol era considerado divino por muchas religiones antiguas, y algunas incluso veían los eclipses como si el dios del sol fuera abrumado por espíritus malignos. Más concretamente, en la mitología nórdica, se cree que existe un lobo llamado Fenrir que persigue constantemente al sol, y se cree que los eclipses se producen cuando el lobo devora con éxito al sol divino. Otras tribus nórdicas creen que hay dos lobos con los nombres de Sköll y Hati que persiguen al sol y a la luna, conocidos por los nombres de Sol y Mani, y estas tribus creen que se produce un eclipse cuando uno de los lobos se come con éxito el sol o la luna. Otra vez, esta explicación mítica era una fuente muy común de temor para la mayoría de la gente de la época que creía que el sol era una especie de poder divino o dios, porque las explicaciones conocidas de los eclipses eran vistas con bastante frecuencia como la caída de su dios altamente considerado. Del mismo modo, otras explicaciones mitológicas de los eclipses describen el fenómeno de la oscuridad que cubre el cielo durante el día como una guerra entre los dioses del sol y la luna.
En la mayoría de las mitologías y en algunas religiones, los eclipses se consideraban una señal de que los dioses estaban enfadados y de que pronto llegaría el peligro, por lo que la gente solía alterar sus acciones en un esfuerzo por disuadir a los dioses de desatar su ira. En la religión hindú, por ejemplo, la gente suele cantar himnos religiosos para protegerse de los espíritus malignos del eclipse, y muchos se niegan a comer durante un eclipse para evitar los efectos de los espíritus malignos. Los hindúes que viven en la India también se lavan en el Río Ganges, que se cree que limpia espiritualmente, directamente después de un eclipse para limpiarse de los malos espíritus. En los primeros tiempos del judaísmo y del cristianismo los eclipses eran vistos como señales de Dios (ref(s)?), y algunos eclipses se consideraban una muestra de la grandeza de Dios o incluso señales de ciclos de vida y muerte. Sin embargo, se creía que los eclipses más ominosos, como una luna de sangre, eran una señal divina de que Dios pronto destruiría a sus enemigos.